# The International 2018
The International 2018 (TI8) var den åttonde upplagan av The International. Turneringen tog plats i Rogers Arena, Vancouver, och hade den största prispotten någonsin fram till The International 2019. Turneringen arrangerades av Valve och ägde rum mellan den 15-25 augusti 2018.
Segrare i turneringen var det europeiska laget OG som lyckades vinna över kinesiska PSG.LGD.
Den slutliga prispotten var 25,532,177 dollar, motsvarande ~255 miljoner svenska kronor, och var den största prispotten någonsin inom e-sport. Från och med 2021 är det den tredje största prispotten någonsin inom e-sport, efter 2019 och 2021 års upplaga av The International.

## Lag
| Inbjudna - Virtus.pro - Team Liquid - PSG.LGD - Team Secret - Mineski - Vici Gaming - Newbee - VGJ.Thunder | Kvalvinnare - OG - Winstrike Team - Fnatic - TNC Predator - Team Serenity - Invictus Gaming - VGJ.Storm - Evil Geniuses - OpTic Gaming - paiN Gaming |

## Resultat
| Plats | Lag                          | Prispengar  |
| 1     | OG                           | $11,234,158 |
| 2     | PSG.LGD                      | $4,085,148  |
| 3     | Evil Geniuses                | $2,680,879  |
| 4     | Team Liquid                  | $1,787,252  |
| 5-6   | Virtus.pro                   | $1,148,948  |
| 5-6   | Team Secret                  | $1,148,948  |
| 7-8   | OpTic Gaming                 | $638,304    |
| 7-8   | VGJ.Storm                    | $638,304    |
| 9-12  | Team Serenity & Mineski      | $382,983    |
| 9-12  | Winstrike Team & Vici Gaming | $382,983    |
| 13-16 | Fnatic & TNC Predator        | $127,661    |
| 13-16 | Newbee & VGJ.Thunder         | $127,661    |
| 17-18 | Invictus Gaming              | $63,830     |
| 17-18 | paiN Gaming                  | $63,830     |